# 6055 Brunelleschi
A 6055 Brunelleschi (ideiglenes jelöléssel 2158 T-3) a Naprendszer kisbolygóövében található aszteroida. Cornelis Johannes van Houten,  Ingrid van Houten-Groeneveld és Tom Gehrels fedezte fel 1977. október 16-án.